# Lê Tấn Tài
Lê Tấn Tài (* 26. März 1984 in Ninh Hòa) ist ein vietnamesischer Fußballspieler.

## Karriere
Lê stand seit mindestens 2003 bei Khatoco Khánh Hòa unter Vertrag und ist auch seit 2006 in der vietnamesischen Nationalmannschaft aktiv. Der Verteidiger wurde 2005 zum besten Nachwuchsspieler der V-League gewählt und erhielt auch die Auszeichnung als drittbester Spieler des Jahres. Nachdem Khatoco Khánh Hòa 2012 insolvent und aufgelöst worden war, schloss sich der Spieler, der mit der Mannschaft den Weg aus der Drittklassigkeit in die höchste Fußballliga des Landes geschafft hatte, Xi măng Hải Phòng an. Das Team aus Hải Phòng verließ er jedoch nach einem absolvierten Spieljahr und elf Spielen, sowie zwei Toren wieder und heuerte bei Becamex Bình Dương an, mit denen er bis dato (Stand: 6. Mai 2016) zweimal Meister und einmal Pokalsieger wurde. Weiters stand er einmal im Pokalfinale ohne dieses zu gewinnen und ging mit seinem Team bisher auch zweimal als vietnamesischer Supercup-Sieger vom Platz.
Mit der vietnamesischen Nationalmannschaft nahm Lê an der Fußball-Asienmeisterschaft 2007, bei der Vietnam als Co-Gastgeber fungierte, teil. Er erreichte mit der Mannschaft das Viertelfinale, in dem man dem Irak mit 0:2 unterlag. 2008 erreichte er den bislang größten Erfolg seiner Karriere, als er mit der Nationalmannschaft die ASEAN-Fußballmeisterschaft 2008 gewinnen konnte. Bis zu seinem letzten Einsatz am 11. Dezember 2014 gegen Malaysia hatte es der Abwehrspieler zu 63 Länderspieleinsätzen und drei -treffern gebracht.